# The Wishing Ring: An Idyll of Old England
The Wishing Ring: An Idyll of Old England è un film muto del 1914 diretto da Maurice Tourneur. Fu il debutto sullo schermo per Vivian Martin, un'attrice teatrale che aveva cominciato a recitare fin da bambina.
La sceneggiatura, firmata dallo stesso regista, si basa su The Wishing Ring, lavoro teatrale di Owen Davis che, a Broadway, andò in scena il 20 gennaio 1910 al Daly's Theatre. La commedia, che aveva come regista Cecil B. De Mille, era interpretata da Marguerite Clark.

## Trama
Il conte di Bateson non è disposto a perdonare suo figlio Giles - ritenuto un buono a nulla dopo che si è fatto espellere dal college - sino a quando non metterà la testa a posto guadagnandosi una mezza corona che dovrà portare come prova per riavere il rispetto del padre. 
Il giovanotto trova un lavoro come giardiniere nella tenuta del signor Annesley. Lì, conosce Sally, la figlia del parroco, così povera che ruba le rose che le servono per abbellire la chiesa. La ragazza, quando viene a sapere che Giles è in rotta con suo padre, si attiva per riunire i due. Va dal conte e affascina il vecchio signore, diventando la sua confidente. Preoccupata per la gotta del conte, si reca in campagna per raccogliere delle erbe curative ma resta ferita. Bateson si reca a visitare la ragazza e, fermandosi alla locanda, dà una mezza corona a un giovane perché si prenda cura del suo cavallo. Il giovane non è altri che Giles che, con quella mezza corona, dimostra di essere di nuovo degno dell'affetto del padre. Sally e Giles si sposeranno con la benedizione del conte.

## Produzione
Il film - girato a Fort Lee, New Jersey - fu prodotto dalla Shubert Film Corporation.

## Distribuzione
Il copyright del film, richiesto dalla World Film Corp., fu registrato il 31 ottobre 1914 con il numero LU3630.
Distribuito dalla World Film Company, uscì nelle sale cinematografiche statunitensi il 9 novembre 1914.
Copia della pellicola viene conservata negli archivi della Library of Congress (American Film Institute film collection), in quelli della Cineteca del Friuli, della George Eastman House, dell'UCLA e del National Archives of Canada. Distribuito dall'Image Entertainment, il film è uscito in DVD il 20 maggio 2003 in una versione di 60 minuti in NTSC, pubblicato insieme a Before Hollywood There Was Fort Lee, N.J..
Nel 2012, il film è stato scelto per essere conservato nel National Film Registry.